# Arenigobius bifrenatus
Arenigobius bifrenatus är en fiskart som först beskrevs av Kner, 1865.  Arenigobius bifrenatus ingår i släktet Arenigobius och familjen smörbultsfiskar. Inga underarter finns listade i Catalogue of Life.